# Glaucippo
Glaucippo, figlio di Iperide del demo di Collito (in greco antico: Γλαύκιππος?, Gláukippos; Atene, prima del 359 a.C. – ...), è stato un oratore ateniese.

## Biografia
Figlio del famoso oratore Iperide, viene citato dallo Pseudo-Plutarco come autore di orazioni. La sua data di nascita deve essere il 359 a.C. o un anno precedente poiché suo padre nella primavera del 340 a.C. fornì due triremi a nome suo e di Glaucippo stesso, che doveva avere già compiuto 18 anni.
Secondo Ateneo di Naucrati il padre lo scacciò dalla casa di famiglia, situata ad Atene, per alloggiarvi una delle etere che frequentava, Mirrina; lo Pseudo-Plutarco menziona lo stesso fatto, ma non specifica che Glaucippo fosse stato allontanato da casa.
Secondo alcune fonti (ci sono resoconti contrastanti) fu lui a recuperare il corpo di suo padre, ucciso per volere di Antipatro, e a seppellirlo nella tomba di famiglia.
Secondo Plutarco in un anno imprecisato pronunciò un'orazione particolarmente aspra nei confronti di Focione, imputandogli fra le altre cose le sue umili origini (suo padre era un fabbricante di pestelli): questo è l'unico suo discorso noto. Probabilmente lo Pseudo-Plutarco fa riferimento allo stesso episodio nel menzionare un procedimento giudiziario intentato il 24 gamelione 305/304 a.C., da un personaggio che, non essendo certamente Iperide (morto nel 322 a.C.: il testo è certamente corrotto), è probabilmente Glaucippo: quest'uomo intentò una graphe contro Midia figlio di Midia del demo di Anagirunte per aver proposto delle onorificenze in favore di Focione, ma fu sconfitto.
La moglie di Glaucippo, nota da un'iscrizione, si chiamava Meidion. Lo Pseudo-Plutarco afferma che Glaucippo ebbe un figlio di nome Alfinoo, ma l'informazione è dubbia.